# 扇穗茅
扇穗茅（学名：Littledalea racemosa）为禾本科扇穗茅属下的一个种。